# Роф, Дэйви
Дейви Руф (нидерл. Davy Roef; родился 6 февраля 1994 года в Антверпен, Бельгия) — бельгийский футболист, вратарь клуба «Гент».

## Клубная карьера

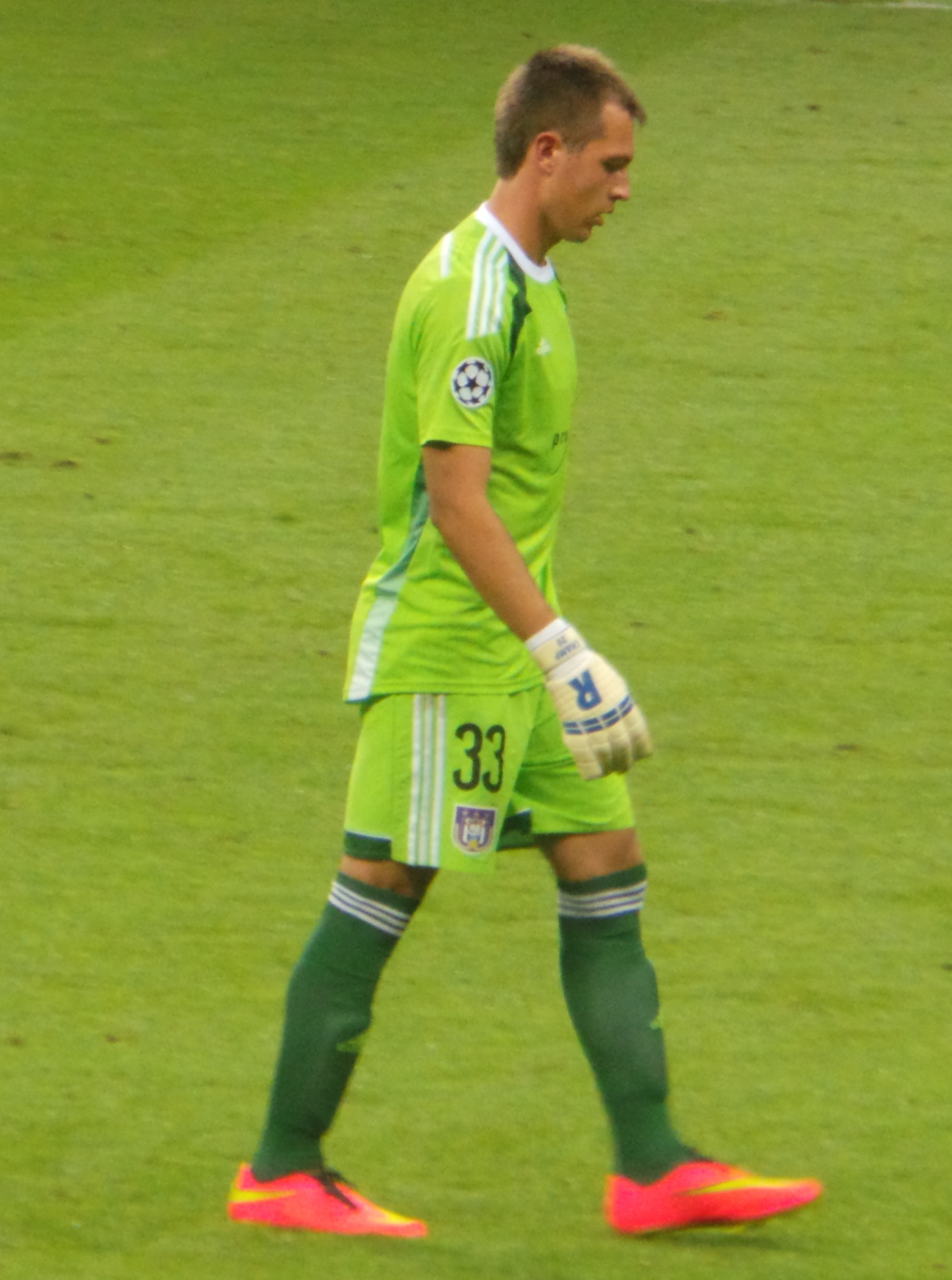
Роф в составе «Андерлехта»

Роф — воспитанник клуба «Андерлехт». В 2012 году он был включён в заявку основной команды на сезон. 19 января 2014 года в матче против «Мехелена» Дейви дебютировал в Жюпиле лиге, заменив получившего травму Сильвио Прото. В том же сезоне он стал чемпионом Бельгии. 16 сентября в поединке против турецкого «Галатасарая» Роф дебютировал в Лиге чемпионов. В 2016 году после того, как Прото покинул «Андерлехт», Дейви стал основным вратарём команды.
В начале 2017 года Роф на правах аренды перешёл в испанский «Депортиво Ла-Корунья». 20 мая в матче против «Лас-Пальмаса» он дебютировал в Ла Лиге. После окончания аренды Дейви вернулся в «Андерлехт».

## Достижения
Командные
 «Андерлехт»
- Чемпионат Бельгии по футболу — 2013/2014
- Обладатель Суперкубка Бельгии — 2014
- Обладатель Суперкубка Бельгии — 2015